# ゲンナジー・パダルカ
ゲンナジー・パダルカ（Gennady Ivanovich Padalka、ロシア語:（英語の発音だとゲナディ・パダルカ）、1958年6月21日 - ）は、クラスノダール出身のロシア空軍の軍人、ロシア連邦宇宙局の宇宙飛行士である。ミールと国際宇宙ステーションの両方で長期滞在を行い、2015年6月28日に宇宙滞在時間歴代1位の記録を更新し、2015年9月12日に地球に帰還するまで宇宙滞在日数を879日間まで延ばした。

## 家族
妻は Irina Anatoliyevna Padalka (Ponomareva)で、3人の娘Yuliya、Yekaterina、Sonyaがいる。趣味は映画、パラシュート、スポーツ、ダイビング等である。

## 教育と経歴
パダルカは1979年にEisk Military Aviation Collegeを卒業し、卒業後はロシア空軍でパイロットを務め、最終的に大佐の階級になった。ロシア空軍の1級パイロットとして、6種類の飛行機で1500時間の飛行経験を持つ。さらにパラシュート訓練の教官として、300回のパラシュートでの降下経験も持つ。また1994年まで国際連合教育科学文化機関の学習システム国際センターで技術者、生態学者としても働いた。また、アメリカ政府が支援するAdvanced Diagnostic Ultrasound in Microgravityプロジェクトでも研究を行っている。

### 宇宙飛行士としての経歴
パダルカは1989年に宇宙飛行士の候補に選ばれ、1989年6月から1991年1月までガガーリン宇宙飛行士訓練センターで基礎的な訓練を行った。1991年にテスト宇宙飛行士としての資格を得た。
1998年8月13日、パダルカはセルゲイ・アヴデエフとともにソユーズTM-28でミールを訪れ、生命維持装置の修理とミールを軌道離脱させるための準備を主任務とするミールへの第26次長期滞在に参加した。1999年2月8日11時23分GMT、パダルカとアヴデエフはソユーズTM-29のために前面のポートを空けるため、ソユーズTM-28でミールのX軸ポートを離れ、11時39分GMTに+Xクヴァントポートに再ドッキングした。彼はソユーズTM-28のカプセルで1998年2月27日に地球に帰還した。ソユーズTM-28は2月27日22時52分GMTにミールを離れ、2月28日2時14分GMTにカザフスタンに着陸した。パダルカはこのミッションで宇宙滞在198日16時間を記録した。

### 国際宇宙ステーション
1999年6月から2000年7月まで、パダルカは国際宇宙ステーションの緊急事態に備えてソユーズTMの飛行訓練を行った。2000年8月から2001年11月には、第4次長期滞在のバックアップの船長として訓練を行った。

#### 第9次長期滞在

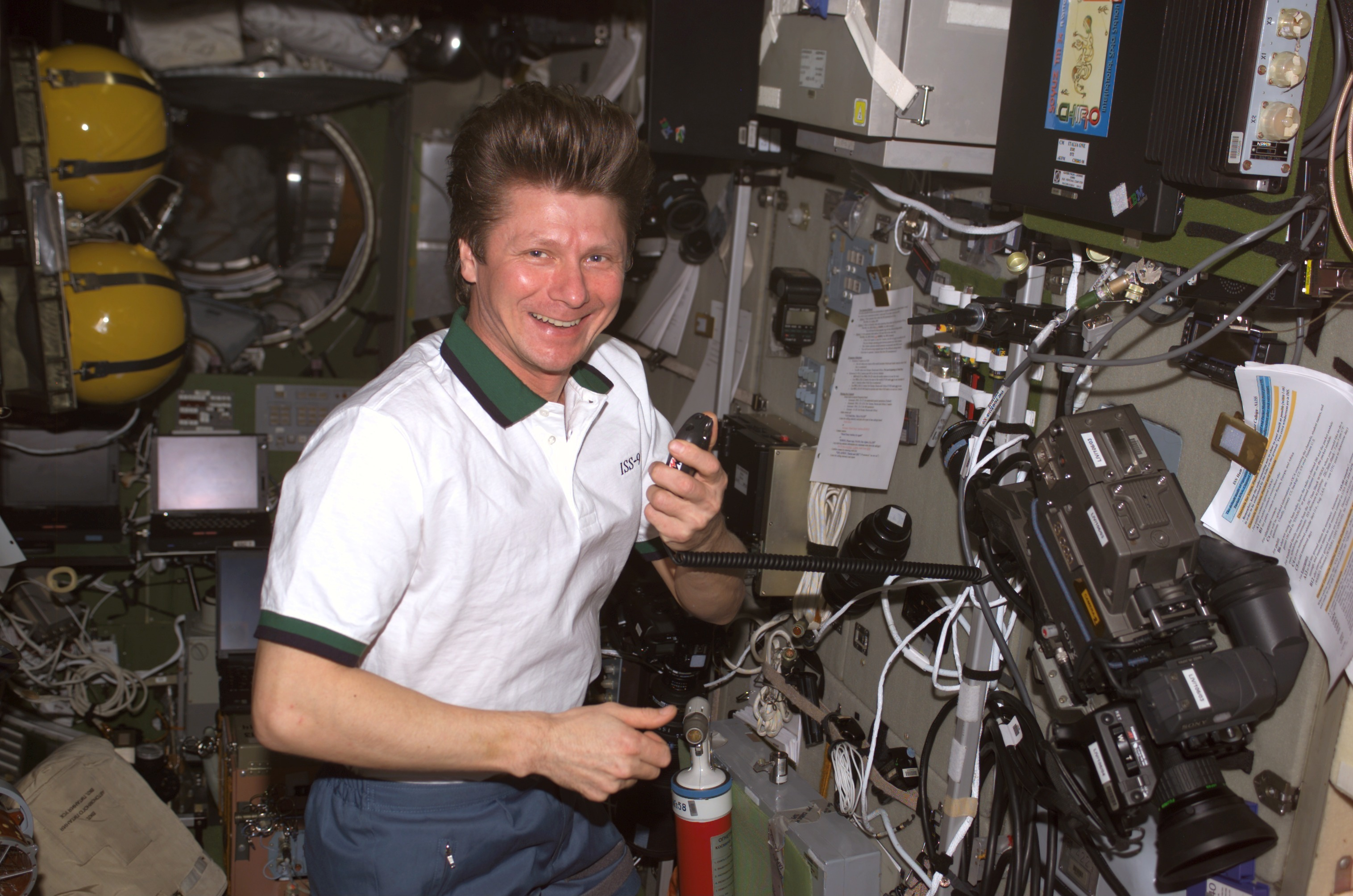
ズヴェズダモジュールにいる第9次長期滞在時のゲンナジー・パダルカ

2002年3月、パダルカは第9次長期滞在の船長に指名された。第9次長期滞在の乗組員はソユーズTMA-4でカザフスタンのバイコヌール宇宙基地から打ち上げられ、2004年4月21日に国際宇宙ステーションとドッキングした。1週間の共同作業と引き継ぎを行った後、地球に帰還した第8次長期滞在の乗組員と交替した。6ヶ月間の任務の間、パダルカは科学実験やシステムの維持、4度の宇宙遊泳を行い、2004年10月23日にカザフスタンに帰還した。このミッションを終え、パダルカは15時間45分22秒の宇宙遊泳を含む、187日21分17秒の宇宙飛行記録を加えた。

#### 第19/20次長期滞在

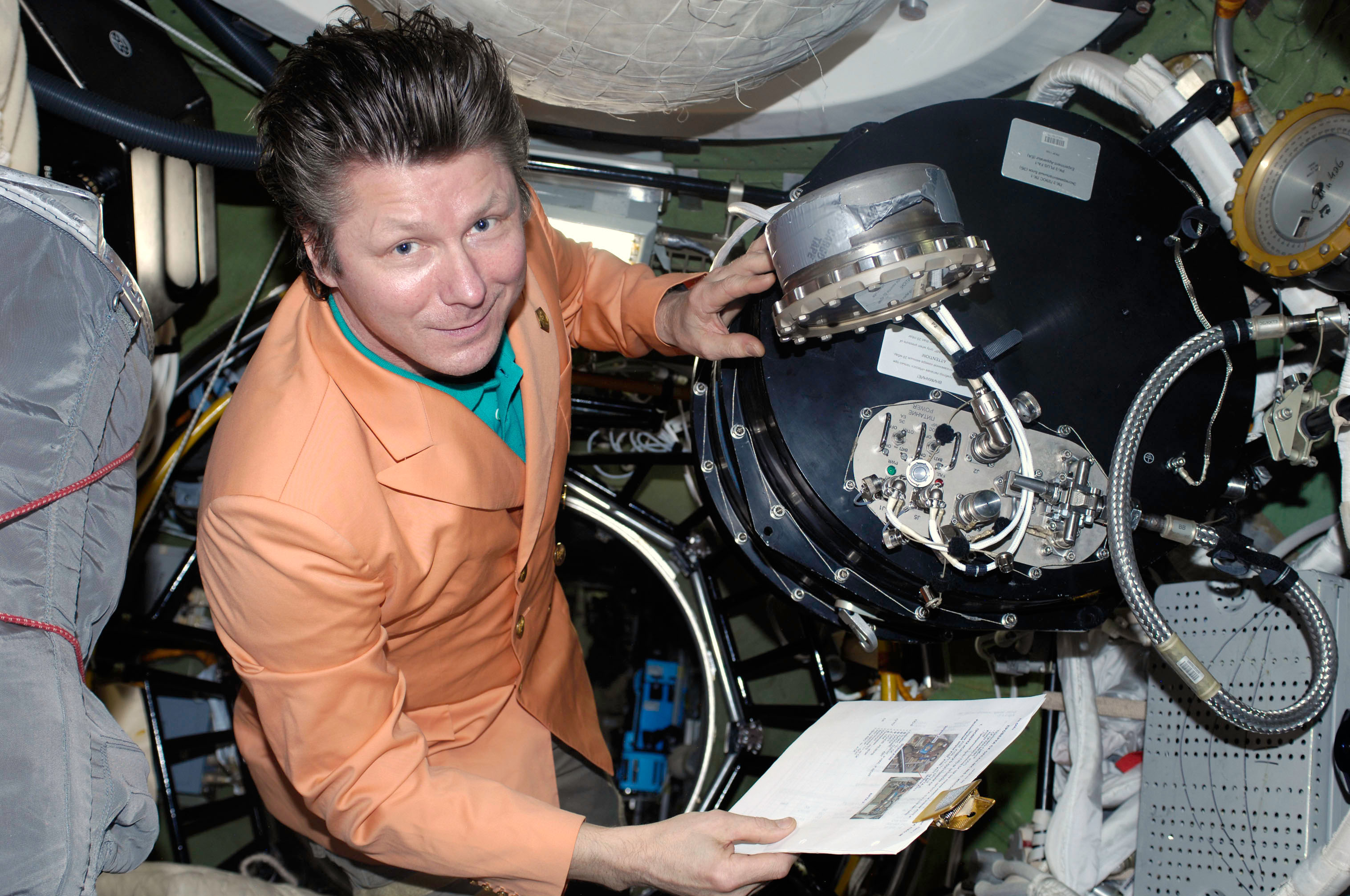
ピアースモジュールにいる第19次長期滞在時のゲンナジー・パダルカ

パダルカは2009年に第19次長期滞在、第20次長期滞在の船長として再び国際宇宙ステーションに戻ってきた。ソユーズTMA-14は2009年3月26日にバイコヌール宇宙基地から打ち上げられ、2日後に国際宇宙ステーションにドッキングした。パダルカは第20次長期滞在で、6人体制となった国際宇宙ステーション（ISS)での初めての船長を務め、2009年10月11日に地球に帰還した。

#### 第31/32次長期滞在
2012年5月15日に打ち上げられたソユーズTMA-04Mに搭乗したパダルカは、5月17日から3回目のISS長期滞在を開始し、9月17日に帰還した。このミッションを追えた時点での宇宙滞在記録は計710日間となった。

#### 第43/44次長期滞在
2015年3月からのISS滞在クルーとして飛行を行う予定だったユーリ・ロンチャコフが2013年9月に自己都合で退職することになったため、パダルカが彼の交代クルーとなった。パダルカは2015年の第44次長期滞在の船長を務める。この第43次長期滞在/第44次長期滞在飛行中に、セルゲイ・クリカレフが持つ累積での宇宙滞在記録803日9時間39分を2015年6月28日に更新。9月12日地球に帰還、滞在記録は5回計879日間となった。

### 船外活動
2015年9月時点で、パダルカは10回の船外活動を実施している。